# 921
921(구백이십일)은 920보다 크고 922보다 작은 자연수다.

## 수학
- 합성수로, 그 약수는 1, 3, 307, 921이다. 진약수의 합은 311이므로, 921은 부족수다.
  - 276번째 반소수다. 앞의 반소수는 917, 다음 반소수는 922이다.
- {\displaystyle 17^{6}-1}은 921로 나누어떨어진다.

## 과학
- NGC 921: 고래자리 방향에 있는 은하.

## 교통

### 철도
- 서울 지하철 9호선 구반포역의 역번호.

### 도로
- 921번 지방도: 경상북도 경주시 산내면 대현리에서 포항시 북구 죽장면 상옥리까지 이어지는 대한민국의 지방도.

## 군사
- U-921(영어판): 제2차 세계 대전에 사용된 나치 독일의 군용 잠수함.

## 문화유산
- 대한민국의 보물 제921호: 진실주집

## 기타
- 날짜: 9월 21일
  - 921 대지진 (1999년)
- 연도: 921년, 기원전 921년